# Josef Pospíšil (kněz)
Josef Pospíšil (6. května 1845 Oslavička u Velkého Meziříčí – 19. prosince 1926 Brno) byl katolický kněz, profesor teologie, vrchní ředitel biskupského alumnátu, spisovatel, filosof, národní buditel, spoluzakladatel Katolické strany národní a poslanec na zemském sněmu. Svým dílem přispěl k vytvoření české katolické filozofické terminologie.

## Život
Za vzděláním odešel do Brna, kde roku 1866 absolvoval na gymnáziu a poté nastoupil na bohoslovecký ústav v Brně. Po završení tohoto studia byl roku 1870 vysvěcen na kněze a poté přijat na ústav sv. Augustina, tzv. Frintaneum, které sloužilo k vyššímu vzdělávání diecézních kněží, kde strávil tři roky (1871–1874).
V roce 1874 nastoupil jako profesor dogmatiky a fundamentální teologie na biskupském alumnátu, kde se stal v roce 1885 ředitelem a kde působil až do roku 1895. K dalším jeho funkcím patřilo místo konzistorního rady a přísedícího brněnské biskupské konzistoře, kterým byl Pospíšil jmenován v roce 1886.
Josef Pospíšil se dvakrát krátce ujal řízení brněnské diecéze v období tzv. sedisvakance. V roce 1894 byl totiž jmenován sídelním kanovníkem brněnské kapituly a později jako kapitulní vikář spravoval diecézi na přelomu let 1916–1917, když odešel biskup Pavel Huyn do Prahy. Podobně se stalo na několik měsíců i po rezignaci biskupa Kleina v roce 1926.

## Politika
Josef Pospíšil stál u založení kozervativní Katolické strany národní na Moravě a stal se jejím místopředsedou. Také ji jako poslanec zastupoval na zemském sněmu.

## Další aktivity
Za svůj život se stihl Josef Pospíšil angažovat v mnoha spolcích. Kromě církevních a politických aktivit se věnoval i aktivitám vlasteneckým. Od roku 1876 byl členem Dědictví sv. Cyrila a Metoděje a mezi léty 1910–1925 byl jejím čtvrtým starostou. Dědictví sv. Cyrila a Metoděje bylo založeno vlasteneckými kněžími 25. srpna 1850 v Brně a zabývalo se především vydáváním a šířením náboženských a vzdělávacích textů. Kromě toho, že publikoval mnoho svých knih, přispíval také do časopisů a od roku 1896 do roku 1899 byl členem redakční rady časopisu Hlídka.
V odborné a vzdělávací činnosti pokračoval i jinak. Již od března roku 1874 byl členem Českého čtenářského spolku v Brně. Od roku 1891 byl veden jako dopisující člen České Akademie pro vědy, slovesnost a umění a Královské české společnosti nauk, v roce 1896 se stal členem Papežské akademie sv. Tomáše Akvinského a kromě jiného byl také členem Zemské školní rady.
K výčtu spolků a organizací, ve kterých se Josef Pospíšil angažoval, můžeme přidat Katolickou politickou jednotu brněnskou, Spolek pro stavbu chrámů katolických v diecézi brněnské a také Spolek poutníků diecésí moravských do Svaté země v Brně, který byl založen roku 1909 za účelem především pořádat poutě do Svaté země, propagovat ji a rozvíjet biblická bádání, jehož byl Pospíšil místopředsedou.

## Dílo
- Filosofie podle zásad sv. Tomáše Akvinského. Materiální logika, noetika a všeobecná metafysika, I. díl (1883)
 2., rozmnožené vydání vyšlo v roce 1913
- Filosofie podle zásad sv. Tomáše Akvinského. Kosmologie se zvláštním zřetelem k moderním vědám přírodním, II. díl (1897)
- O křesťanské filosofii, apologetice, časopisu pro tyto vědy, jakož i pro sociologii a přírodní vědy (1894)
- O katolické církvi (1920)
- Lidová kázání o církevních reformách v Československé republice (1920)
- Katolická věrouka. Díl I., O Bohu jednom podle přirozenosti (1923)
- Katolická věrouka. Díl II., O Bohu trojjediném podle osobnosti (1924)
- Katolická věrouka. Díl III., O Bohu stvořiteli (1923)
- Katolická věrouka. Díl IV. a), O Bohu vtěleném (1922)
- Katolická věrouka. Díl IV. b), O Bohu vtěleném, Mariologie. O sv. Josefu (1922)
- Co jest církev? (1925)

Přispíval do časopisu Hlídka, Obzor a Časopis katolického duchovenstva.